# Gare de Port-le-Grand
La gare de Port-le-Grand est une ancienne gare ferroviaire française de la ligne de Longueau à Boulogne-Ville, située sur le territoire de la commune de Port-le-Grand, dans le département de la Somme, en région Hauts-de-France.
Elle a été fermée au cours de la seconde moitié du XXe siècle, par la SNCF.

## Situation ferroviaire
Établie à 7 mètres d'altitude, la gare de Port-le-Grand est située au point kilométrique (PK) 183,497 de la ligne de Longueau à Boulogne-Ville, peu après un passage à niveau,, entre les gares ouvertes d'Abbeville et de Noyelles-sur-Mer.
C'est près de cette ancienne gare que débutait le quadruplement stratégique de la ligne jusqu'à Étaples, temporairement mis en service en 1918 pour supporter un intense trafic militaire (dans le cadre de la ligne de Feuquières à Ponthoile).

## Histoire
La section Abbeville – Neufchâtel de la ligne de Longueau à Boulogne-Ville a été mise en service en 1847 par la Compagnie du chemin de fer d'Amiens à Boulogne. Cependant, la gare n'a pas été ouverte en même temps.
Après être devenue une halte, elle a été fermée par la Société nationale des chemins de fer français (SNCF) après 1960. Elle était desservie par des trains omnibus.

## Patrimoine ferroviaire

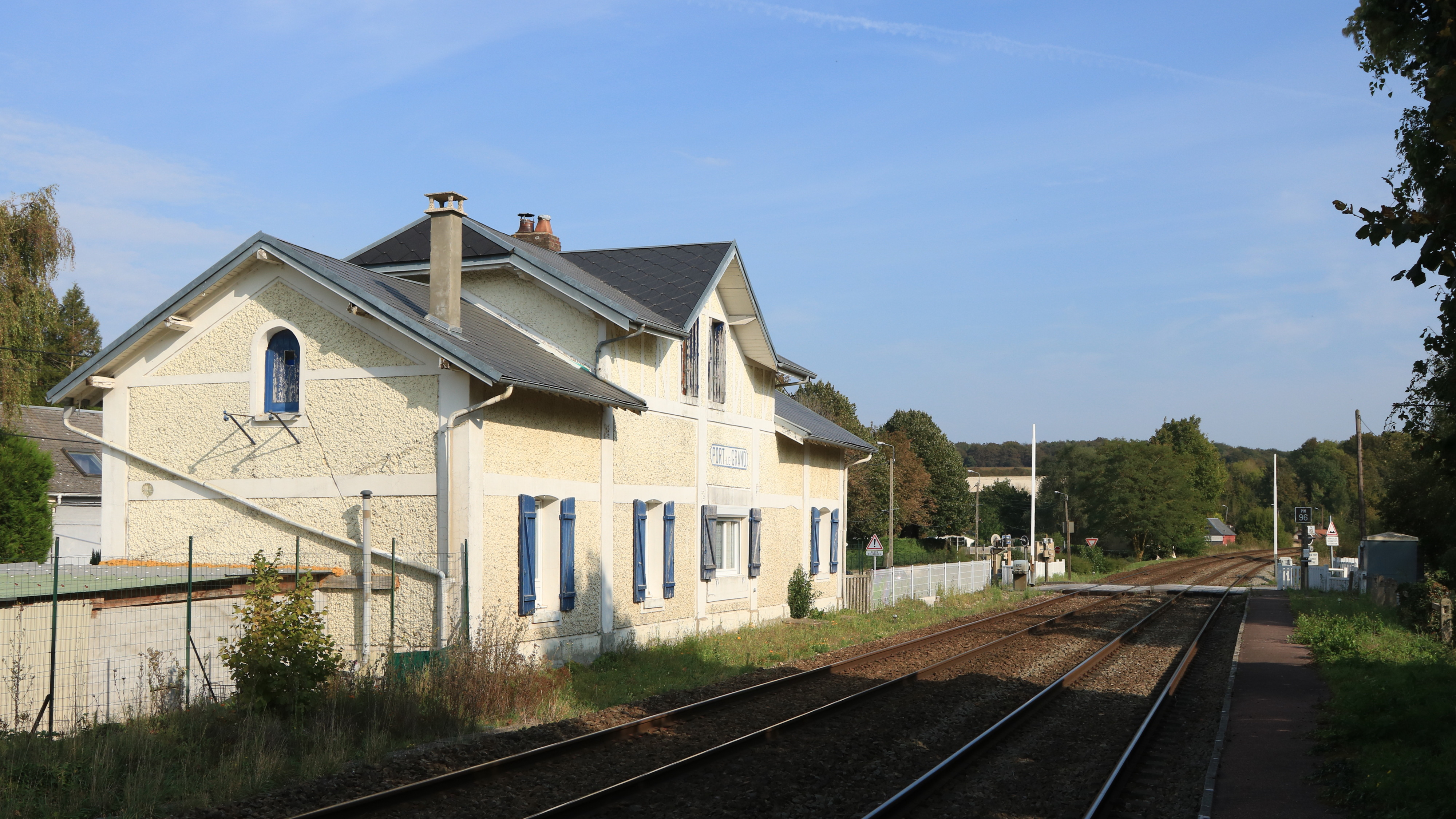
Vue de l'ancien bâtiment voyageurs et du quai pour la direction de Boulogne, toujours présents en 2020.

En 1989, la gare disposait encore de ses deux quais.
L'ancien bâtiment voyageurs, revendu à un particulier, est devenu une habitation. En outre, un quai subsiste.
À l'origine, il consistait en une bâtisse sans étage de cinq travées, établi à proximité d'un bâtiment à étage de trois travées. Il a par la suite été agrandi, gagnant en son centre un second niveau à la toiture complexe, avec une demi-croupe et un pignon transversal côté voies. Sa façade, en briques apparentes, a été recouverte d'enduit avec des colombages factices.
Le bâtiment adjacent, servant autrefois de maison de garde-barrière du passage à niveau no 96, a été démoli dans les années 2010,.

## Service des voyageurs
Port-le-Grand est fermée à tout trafic ferroviaire.
Néanmoins, la ligne 709 du réseau d'autocars « Trans'80 » dessert la commune. Elle permet de rejoindre la gare d'Abbeville, voire celles de Noyelles-sur-Mer et Rue.